# Ursula Ehler
Ursula Ehler (* 10. November 1939 in Bamberg; † 26. Februar 2024 in Berlin) war eine deutsche Schriftstellerin und Regieassistentin. Als Co-Autorin des Schriftstellers Tankred Dorst erarbeitete sie mit ihm ab 1970/71 eine Reihe von Dramen, Erzählwerken, Fernsehspielen und Kinofilmen.

## Leben und Werk
Ursula Ehler studierte an der Akademie der Bildenden Künste München Bildhauerei, arbeitete von 1961 bis 1965 in der Bayerischen Staatsbibliothek in München als Bibliothekarin und war – ebenfalls in München – am  studentischen Marionettenstudio Kleines Spiel tätig. Ab 1970/71 arbeitete sie als Co-Autorin mit dem Schriftsteller Tankred Dorst an Dramen, Erzählwerken, Fernsehspielen und Kinofilmen. Sie arbeitete auch an seiner Inszenierung des Ring des Nibelungen 2006 in Bayreuth mit.
Die Mitarbeit Ehlers wird als entscheidend bei der allmählichen Konkretisierung der Theaterstücke und Filme Dorsts beschrieben. Diese basieren auf Dorsts Entwürfen, auf Bildmaterial und Gesprächsfragmenten. Im Dialog des Autorenpaares würden die möglichen Facetten der entstehenden Geschichte analysiert und ihre Bedeutung für die Entwicklung der Handlung überprüft. Das entstehende Werk werde so perspektivisch relativiert und in Distanz zum Urheber gesetzt. Dies spiele besonders bei der Schilderung und Führung dramatischer Figuren eine Rolle. In einem Interview beschrieb Ehler die Zusammenarbeit 1983: 

„Anfangs habe ich als Gesprächspartner fungiert, dann habe ich auch eigene Erfindungen gemacht, und so hat sich das eben im Laufe der Zeit entwickelt. An Dialogen kann man, glaube ich, ganz gut zusammen arbeiten, Dialoge sind gesprochene Sprache, man kann sie sozusagen ausprobieren, vorsprechen, im Sprechen korrigieren, bis sie stimmen. […] Wir gehen mit den erfundenen Personen um wie mit Personen, die wir im Leben kennen. Ihre Geschichte, was ihnen zustößt, wie sie sich verhalten, – das entwickelt sich aus dem ständigen Umgang mit ihnen, aus dem ständigen Gespräch über sie. Indem wir über sie sprechen, lernen wir sie kennen, sie werden deutlicher, wir kennen ihr Leben allmählich ganz genau.“

Dass ihr Beitrag überwiegend nur am Rande gewürdigt und in Theaterkritiken kaum berücksichtigt wurde, quittierte Ehler mit der Bemerkung: „Die Theaterleute, die mit uns arbeiten, kennen meinen Anteil an den Stücken. Und was in der Zeitung steht, kann ich nicht beeinflussen. Ich ziehe aus solchen Erwägungen nicht mein ganzes Selbstwertgefühl.“
Tankred Dorst seinerseits hob in seinen Frankfurter Poetikvorlesungen die Distanz hervor, die durch die dialogische Mitarbeit Ehlers gerade dort gewahrt bleibe, wo der Stoff in seiner eigenen Familiengeschichte wurzele, wie bei den Deutschen Stücken.
Ursula Ehler war bis zu dessen Tod im Jahr 2017 mit Tankred Dorst verheiratet.

## Auszeichnungen
Zusammen mit Tankred Dorst
- 1996: E.-T.-A.-Hoffmann-Preis der Stadt Bamberg
- 1998: Friedrich-Baur-Preis
- 2005: Kultureller Ehrenpreis der Landeshauptstadt München
- 2008: Kunst- und Kulturpreis der deutschen Katholiken
- 2012: Deutscher Theaterpreis Der Faust

## Werke (Auswahl)
Als Mitarbeiterin von Tankred Dorst
- 1975: Auf dem Chimborazo
- 1976: Dorothea Merz
- 1979: Klaras Mutter
- 1980: Die Villa, Mosch
- 1981: Merlin oder Das wüste Land
- 1985: Heinrich oder die Schmerzen der Phantasie
- 1986: Ich, Feuerbach
- 1987: Der verbotene Garten, Parzival
- 1988: Grindkopf, Korbes
- 1990: Karlos, Wie im Leben wie im Traum
- 1992: Fernando Krapp hat mir diesen Brief geschrieben
- 1994: Herr Paul, Nach Jerusalem
- 1995: Die Schattenlinie
- 1996: Die Geschichte der Pfeile
- 1997: Die Legende vom armen Heinrich, Was sollen wir tun, Harrys Kopf
- 1998: Wegen Reichtum geschlossen
- 1999: Große Szene am Fluß
- 2001: Kupsch
- 2002: Die Freude am Leben, Othoon
- 2004: Purcells Traum von König Artus
- 2005: Die Wüste
- 2007: Ich bin nur vorübergehend hier
- 2008: Künstler, Prosperos Insel